# Leptopeltis leucadendri
Leptopeltis leucadendri är en svampart som beskrevs av Marinc., M.J. Wingf. & Crous 2008. Leptopeltis leucadendri ingår i släktet Leptopeltis och familjen Leptopeltidaceae.   Inga underarter finns listade i Catalogue of Life.